# 切頂八面体
切頂八面体（せっちょうはちめんたい、英: truncated octahedron）、または切頭八面体（せっとうはちめんたい）、切隅八面体（せつぐうはちめんたい）、角切り八面体（かくぎりはちめんたい）とは、半正多面体の一種で、正八面体の各頂点を切り落とした立体である。またゾーン多面体、平行多面体の一種でもある。平行多面体であるため、単独での空間充填が可能であり、その時のこの図形の配置は体心立方格子構造となる。

## 性質
- 外接球半径: 一辺を{\displaystyle a}とすると{\displaystyle {\frac {\sqrt {10}}{2}}a}
- 表面積: 一辺を{\displaystyle a}とすると {\displaystyle S=(6+12{\sqrt {3}})a^{2}}
- 体積: 一辺を{\displaystyle a}とすると {\displaystyle V={8{\sqrt {2}}}a^{3}}
- 星型の数: 42（表面のみ…15、裏面使用…27）

## 近縁な立体

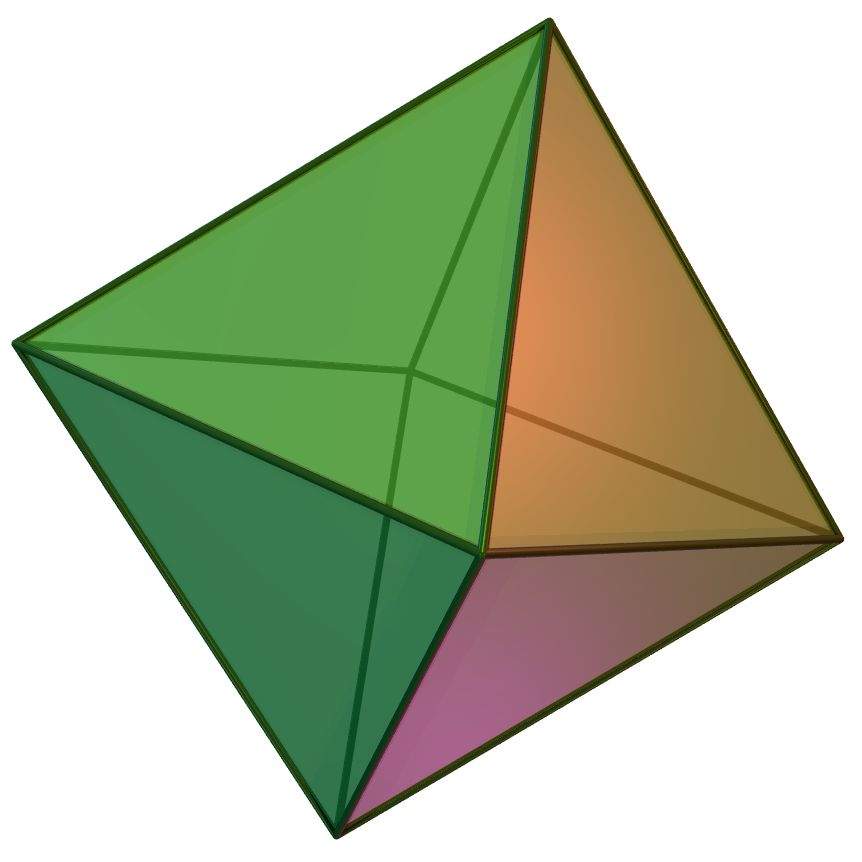
正八面体
立方八面体 （切り込みを深くする）
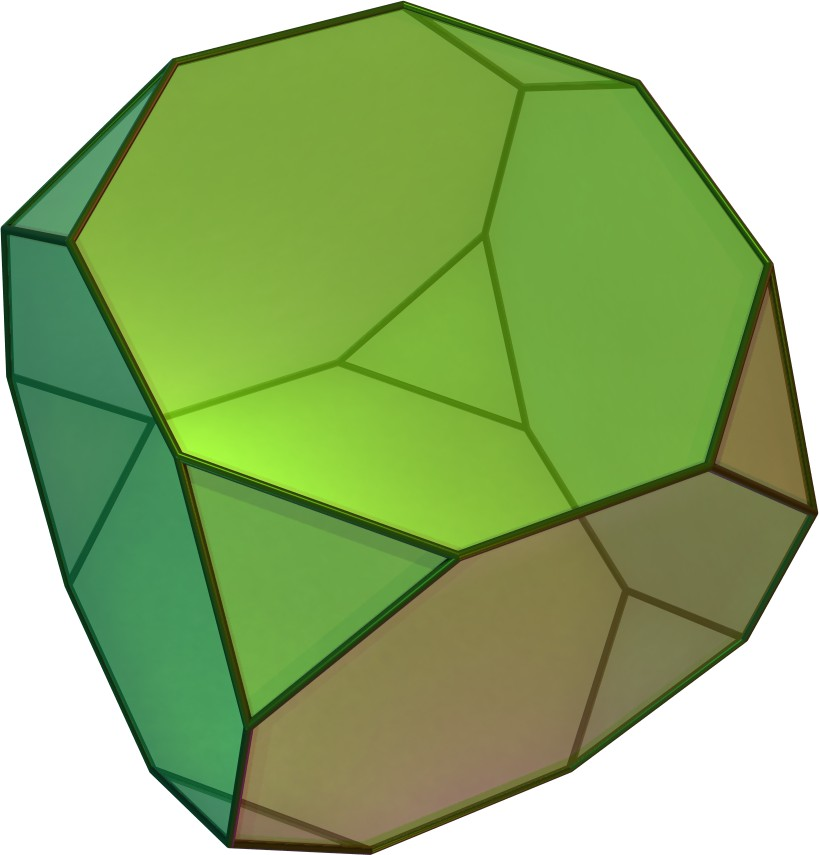
切頂六面体 （切り込みを更に深くする）
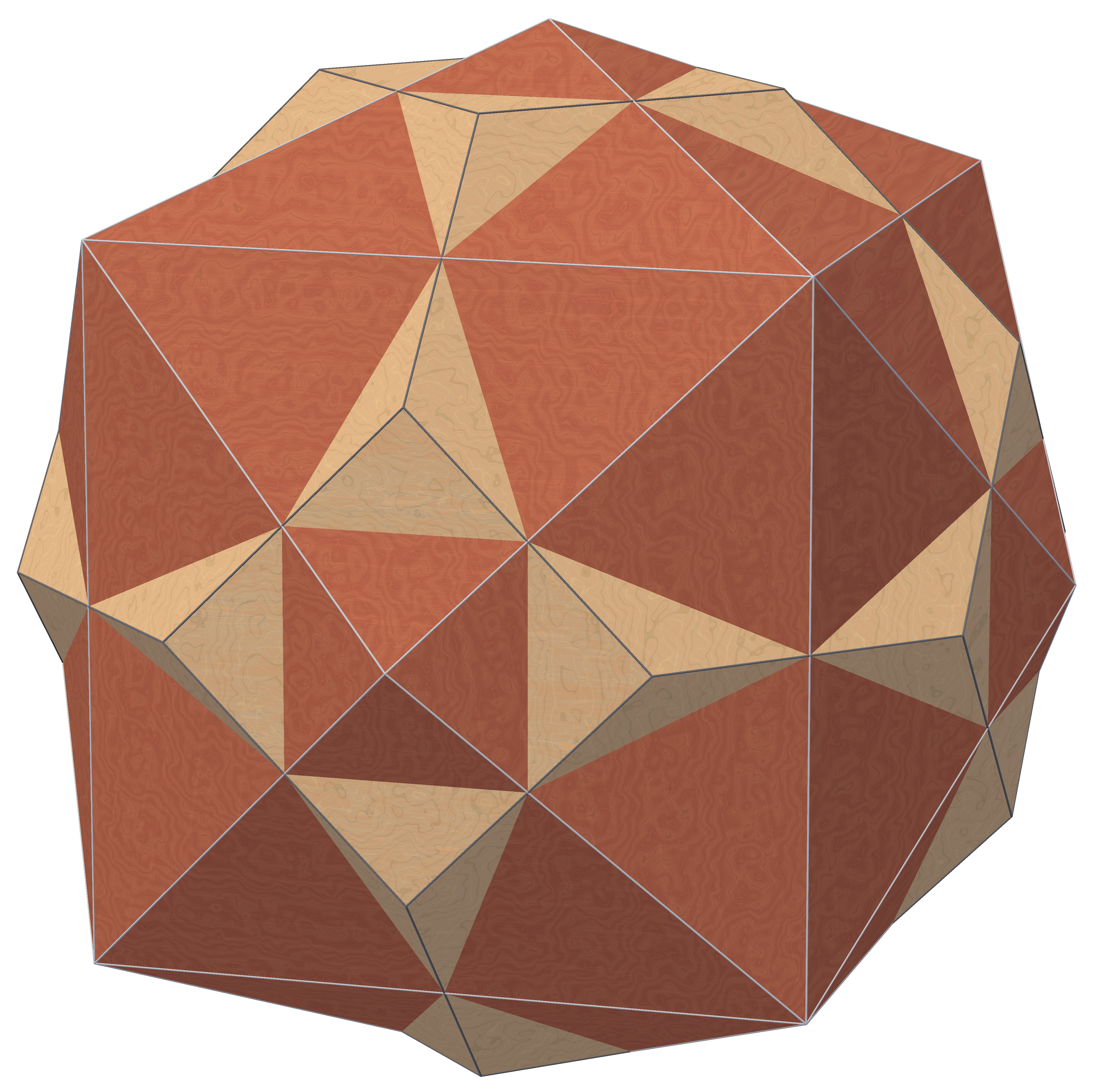
切頂八面体と四方六面体による複合多面体

## 化学

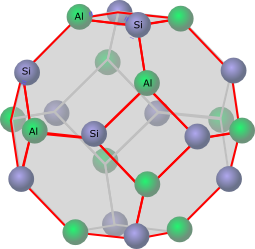
アルミノケイ酸塩による切頂八面体構造 (ソーダライトケージ)

化学において、切頂八面体構造を有するゼオライト (アルミノケイ酸塩) が存在することが知られている。ソーダライト、A型ゼオライト、フォージャサイトが代表的である。